# Harvey Cragon

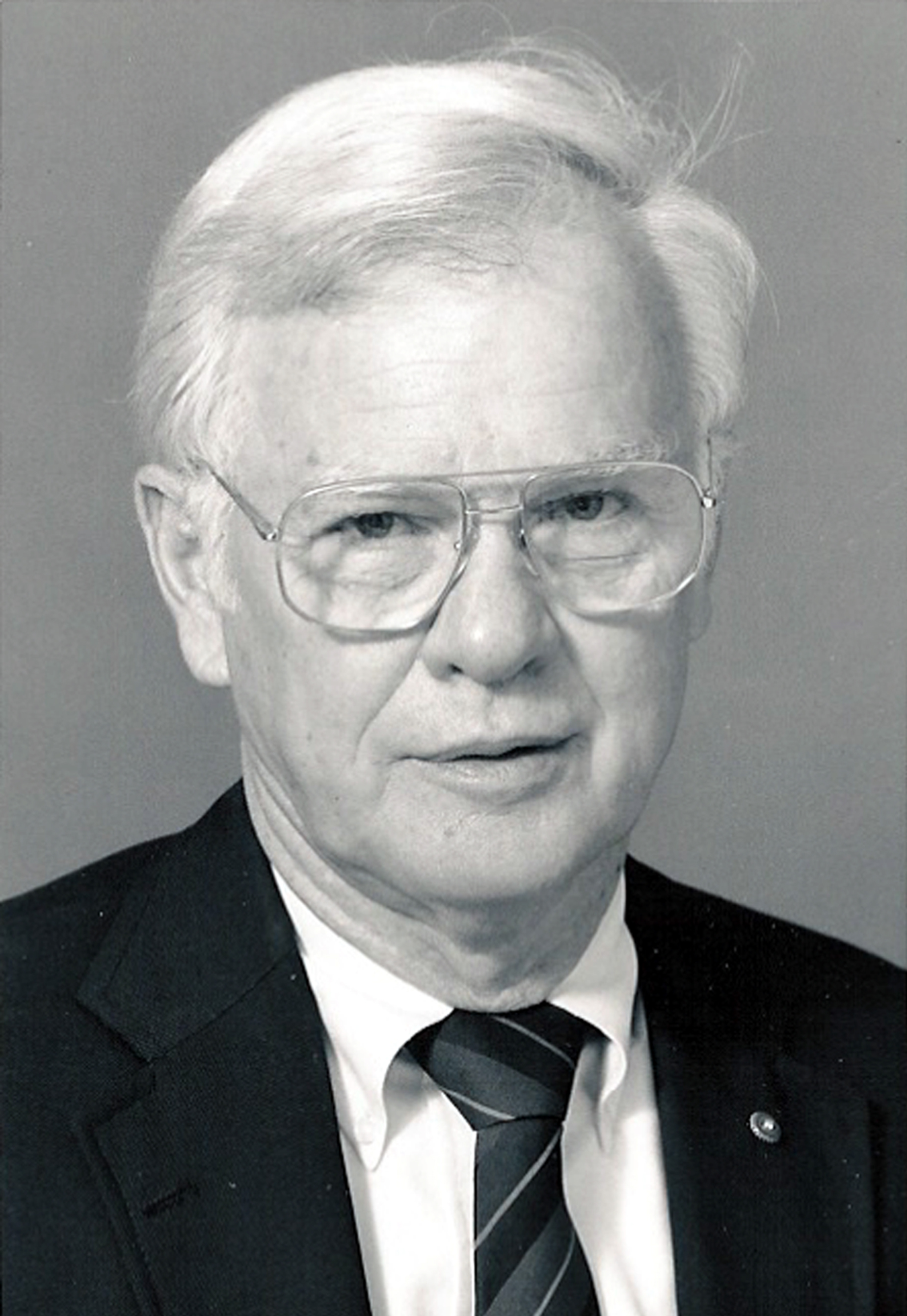
Harvey G. Cragon

Harvey G. Cragon (* 21. April 1929 in Ruston, Louisiana; † 7. September 2018 in Shreveport, Louisiana) war ein US-amerikanischer Computeringenieur bei Texas Instruments.

## Ausbildung und Zeit vor TI
Cragon studierte Elektrotechnik an der Louisiana Tech University in Ruston mit dem Abschluss 1950, arbeitete danach für eine Telefongesellschaft in New Orleans und war während des Koreakrieges zwei Jahre in der Armee in einer Panzereinheit, die Infrarot-Nachtsichtgeräte in der Mojave-Wüste testete. 1953/54 kam er zu Hughes Aircraft im Raum Los Angeles, wo er an automatisierter Flugabwehr arbeitete, was sein Einstieg in den Bereich digitaler Computer war (er belegte darüber einige Kurse an der UCLA). 1957 ging er nach Tennessee, wo er als Ingenieur in der digitalen Instrumentierung eines Windkanals arbeitete (Arnold Engineering Development Center der Air Force in Tullahoma, mit UNIVAC-1102-Computern, speziell für sie entworfen).

## Erster Computer mit ICs bei TI
Nach zwei Jahren wechselte er 1959 zu Texas Instruments (TI) nach Dallas, die ebenfalls damals in die Digitaltechnik wechselten und Signalprozessoren für seismische Daten bauten (die noch über Steckbretter programmiert waren). Dort baute er den ersten digitalen Computer mit ICs, die direkt von Jack Kilby kamen, für die Air Force (1961) und ähnliche digitale Recheneinheiten für Messinstrumente auf Raketen (für James Van Allen 1963/64) und das Militär. Die Verwendung von ICs stieß damals aber noch auf Widerstände, insbesondere von den Schaltkreis-Designern.

## ASC und danach
Der Durchbruch bei TI kam mit dem Nachweis der Vorteile der gerade entwickelten TTL in einem Signalprozessor für seismische Daten (TI-870) Mitte der 1960er Jahre und dem Bau des Nachfolgers eines Transistor-Computers für seismische Datenverarbeitung (TI-AC) mit ICs, dem 1965 begonnenen Projekt des TI Advanced Scientific Computer (ASC). Er wurde ebenfalls mit ECL gebaut, da TTL nicht schnell genug war. Das Hauptproblem war schon damals die Kühlung des Prozessors. Mit dem ASC wollte TI der damals führenden CDC 7600 von Seymour Cray Konkurrenz machen und benutzte Ideen der CDC 6600 von Cray. Der erste ASC wurde 1970 an Royal Dutch Shell in den Niederlanden ausgeliefert und wurde bis 1985 produziert. Die Maschine hatte Vektorrechner-Eigenschaften und konnte es teilweise mit dem ILLIAC-4-Parallelrechner aufnehmen. 1975 übernahm allerdings wieder Cray mit seiner Cray-1 die technologische Führung.
Ende der 1970er Jahre stieß er die Entwicklung für den Signalprozessor Texas Instruments TMS320 an, der 1983 herauskam. 1984 verließ er TI und lehrte an der University of Texas at Austin. Im Ruhestand befasst er sich mit Computergeschichte (Colossus, Norden-Bombenzielgerät, Torpedo Data Computer für Torpedolenkung in US-Unterseebooten im Zweiten Weltkrieg).
Cragon war Mitglied der National Academy of Engineering. 1986 erhielt er den Eckert-Mauchly Award und 1984 den IEEE Emanuel R. Piore Award.